# Alue Itam Baroh
Alue Itam Baroh is een bestuurslaag in het regentschap Aceh Utara van de provincie Atjeh, Indonesië. Alue Itam Baroh telt 338 inwoners (volkstelling 2010).